# Krakatit
Krakatit (titlu original: Krakatit) este un film SF, de mister, cehoslovac din 1948 regizat de Otakar Vávra. În rolurile principale joacă actorii Karel Höger, Eduard Linkers  și František Smolík. Este bazat pe romanul omonim din 1922 scris de Karel Čapek. În 1980, Vávra a realizat o refacere a acestui film, Temné slunce.

## Prezentare
Un om aproape inconștient, neidentificat, este dus la terapie intensivă de către un medic și o asistentă medicală. Mâinile omului sunt grav arse. Doctorul îi spune asistentei să-i dea pacientului masca cu oxigen.
Apoi este prezentat un om care delirează mergând de-a lungul unei străzi. Un vechi coleg, Jiří Tomeš, îl salută și aflăm astfel că numele omului este Prokop. El vorbește incoerent despre o explozie și despre ceva pe care-l numește krakatit. Jiří îl duce acasă și-l pune în pat. Într-un vis, un profesor universitar îl întreabă pe Prokop despre krakatit. Acesta îi răspunde că este un exploziv puternic, numit după vulcanul Krakatoa.

## Distribuție
- Karel Höger - Prokop
- Florence Marly - Prințesa Wilhelmina Hagen
- Eduard Linkers - Carson
- Jiří Plachý - d'Hémon
- Nataša Tanská - Anči Tomeš
- František Smolík - Dr. Tomeš
- Miroslav Homola - Jiří Tomeš
- Vlasta Fabianová -  femeia cu voal / femeia revoluționară
- Jaroslav Průcha - bătrânul poștaș
- Jiřina Petrovická - asistentă medicală
- Jaroslav Zrotal - doctor
- Bedřich Vrbský - Baron Rohn
- Bohuš Hradil - Holz